# Klavdija Koženkova
Klavdija Koženkova (russisch Клавдия Игнатьевна Коженкова; * 22. März 1949 in Zarasai, Litauische SSR als Klavdija Korniuščenko) ist eine ehemalige sowjetische Ruderin.

## Biografie
Klavdija Koženkova wurde 1967 Europameisterin mit dem sowjetischen Achter. Zudem war sie Teil der sowjetischen Crew, die bei den Olympischen Sommerspielen 1976 in Montreal Silber in der Regatta mit dem Achter gewann. Zur Besatzung gehörten neben Koženkova auch: Ljubow Talalajewa, Nadeschda Roschtschina, Olha Kolkowa, Nadeschda Roschon, Olena Subko, Olha Husenko, Nelli Tarakanowa und Steuerfrau Olha Puhowska.